# Capparis cucurbitina
Capparis cucurbitina är en kaprisväxtart som beskrevs av George King. Capparis cucurbitina ingår i släktet Capparis och familjen kaprisväxter. Inga underarter finns listade i Catalogue of Life.